# Тэмпура

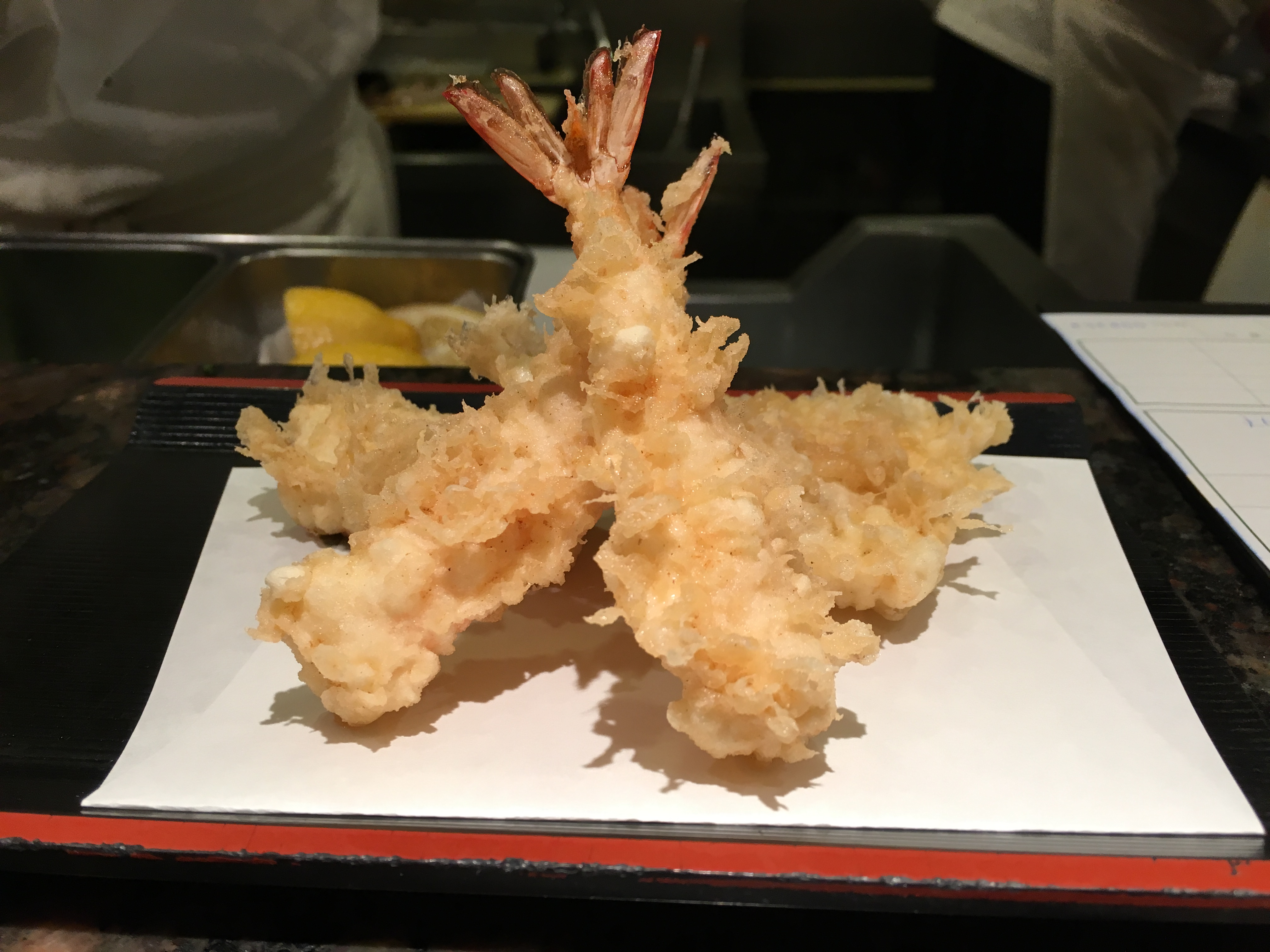
Тэмпура с креветками

Тэ́мпура (яп. 天麩羅) — категория блюд японской кухни из рыбы, морепродуктов и овощей, приготовленных в кляре и обжаренных во фритюре. Подается со специфическими соусами.

## Этимология
Слово темпура (порт. tempora от лат. tempora — «времена») употреблялось португальскими миссионерами — иезуитами в частности для обозначения периода поста.
Дано это название было благодаря особым дням поста и покаяния, которые назывались «четыре времени года» (лат. quatuor anni tempora). Это название объединяло по три дня в начале лета, осени, зимы и весны, в которые католики должны были соблюдать пост. Позднее слово tempora у португальских миссионеров было распространено и на другие постные дни. В такие дни можно было есть рыбу, овощи и морепродукты. Одним из способов их приготовления было обжаривание в кляре. От португальцев название блюда перешло к японцам и стало популярным.
Считается, что блюдо темпура возникло из португальского блюда пейшинюш да орта.

## Технология приготовления
Тэмпуру готовят из множества продуктов. Одним из наиболее популярных является эби тэмпура, приготовленная из свежих креветок. Также в кляре готовят овощи (чаще всего это спаржа, сладкий перец, цветная капуста), сладкие фрукты, рыбу, другие морепродукты, реже — мясо.
Кляр готовится из яйца, холодной воды и муки. Ингредиенты не размешивают между собой тщательно, тем более, не взбивают, их просто соединяют и слегка перемешивают лопаткой. Кляр должен иметь консистенцию жидкой сметаны, но быть намного легче, насыщенным воздушными пузырьками. В кляр обмакивают продукт, после чего его опускают в горячее масло и жарят. По японским представлениям, идеальным является такое приготовление тэмпуры, при котором кляр зажаривается до лёгкого хруста, при этом сам продукт, приготовленный в нём, практически не нагревается.
Температура масла подбирается так, чтобы при жарке оно не пропитывало кляр и, тем более, обжариваемый продукт. После обжаривания кусочки обсушивают на полотняной или бумажной салфетке, чтобы удалить излишки масла. Правильно приготовленная тэмпура должна быть совершенно нежирной.
Продукты для кляра могут предварительно нарезаться мелкими кусками или полосками, тогда в результате получается большое число маленьких кусочков, каждый из которых можно есть целиком, не откусывая. Но существует и другая технология: обжариваемому продукту придаётся вытянутая форма (например, тонкого рулета), в кляре обжаривается сразу весь большой кусок, а после завершения приготовления он режется поперёк на дольки.
Тэмпура обычно подаётся с гарниром из натёртого соломкой редиса дайкон и водорослей, а также с соевым соусом и васаби.